# 于贤成
于贤成（1955年5月—），男，汉族，山东即墨人，中华人民共和国政治人物。曾任国家测绘地理信息局党组纪检组组长、党组成员。现任中国卫星导航定位协会会长。